# Gare d'Aomono-yokochō
La gare d'Aomono-yokochō (青物横丁駅, Aomono-yokochō-eki) est une gare ferroviaire de l'arrondissement de Shinagawa, à Tokyo au Japon. La gare est exploitée par la compagnie Keikyū.

## Situation ferroviaire
La gare d'Aomono-yokochō est située au point kilométrique (PK) 2,2 de la ligne principale Keikyū.

## Histoire
La gare d'Aomono-yokochō a été inaugurée le 8 mai 1904.

## Service des voyageurs

### Accueil
La gare est située sous les voies qui sont surélevées. Elle est ouverte tous les jours.

### Desserte
- Ligne principale Keikyū :
  - voie 1 : direction Aéroport de Haneda ou Yokohama
  - voie 2 : direction Shinagawa et Sengakuji (interconnexion avec la ligne Asakusa pour Oshiage)